# Bras Henriette
Pour les articles homonymes, voir Henriette.
Le bras Henriette est un affluent du bras de Jacob, coulant dans la partie sud de la ville de Saguenay, dans la région administrative du Saguenay–Lac-Saint-Jean, dans la province de Québec, au Canada. Le cours du bras Henriette traverse la partie nord-ouest de la zec Mars-Moulin.
La petite vallée du bras Henriette est desservie par quelques routes forestières secondaires, surtout pour les besoins la foresterie et des activités récréotouristiques.
La foresterie constitue la principale activité économique de cette vallée ; les activités récréotouristiques, en second.
La surface du bras Henriette est habituellement gelée du début de décembre à la fin mars, toutefois la circulation sécuritaire sur la glace se fait généralement de la mi-décembre à la mi-mars.

## Géographie
Les principaux bassins versants voisins du bras Henriette sont :
- côté nord : bras de Jacob, lac Desgagné, lac des Côté, ruisseau du lac William, rivière du Moulin, rivière Chicoutimi, rivière Saguenay ;
- côté est : rivière du Moulin, la Petite Décharge, bras des Mouches, rivière à Mars ;
- côté sud : rivière du Moulin, bras Sec ;
- côté ouest : bras de Jacob, bras de Jacob Ouest, lac Gilbert, rivière Simoncouche, lac Simoncouche, lac Des Îlets, lac du Dépôt.

Le Bras Henriette prend sa source à l’embouchure du lac Gilbert (longueur : 1,1 km ; altitude : 365 m) en zone forestière dans la zec Mars-Moulin. Cette source est située à :
- 3,3 km au sud-ouest de la confluence du bras Henriette et du bras de Jacob ;
- 5,3 km à l’ouest du cours de la rivière du Moulin ;
- 6,3 km à l’est du lac Simoncouche ;
- 9,6 km à l’est de la route 175 ;
- 11,0 km au sud du village de Laterrière ;
- 11,3 km au sud-est du barrage de Portage-des-Roches, érigé à la tête de la rivière Chicoutimi[3].

À partir de sa source (lac Gibert), le bras Henriette coule sur 4,8 km avec une dénivellation de 85 m entièrement en zone forestière, selon les segments suivants :
- 1,8 km vers l’est en formant une courbe vers le sud, jusqu'à la décharge (venant du sud-est) du lac Jacques ;
- 2,3 km vers le nord-est, en traversant le lac Les Étangs (longueur : 1,2 km ; altitude : 300 m), jusqu’à son embouchure ;
- 0,7 km vers le nord, jusqu’à son embouchure[3].

Le bras Henriette se déverse sur la rive sud du bras de Jacob. Cette confluence est située à :
- 1,9 km au sud-ouest de la confluence du bras de Jacob et de rivière du Moulin ;
- 8,8 km au sud-est du village de Laterrière ;
- 9,6 km à l’est de la route 175 ;
- 17,0 km au sud-est du barrage de Portage-des-Roches, érigé à la tête de la rivière Chicoutimi ;
- 23,6 km au sud de la confluence de la rivière du Moulin et de la rivière Saguenay dans le secteur Chicoutimi de la ville de Saguenay[3].

À partir de l’embouchure du bras Henriette, le courant suit successivement le cours du Bras de Jacob sur 2,4 km vers l’est, le cours de la rivière du Moulin sur 37,6 km vers le nord, puis le cours de la rivière Saguenay sur 126,1 km vers l’est jusqu’à Tadoussac où il conflue avec l’estuaire du Saint-Laurent.

## Toponymie
Le terme « Henriette » constitue un patronyme de famille d’origine française.
Le toponyme « bras Henriette » a été officialisé le 29 juin 1983 à la Banque des noms de lieux de la Commission de toponymie du Québec.